# Площадь ВНУ (Луцк)
Площадь ВНУ  (укр.  Майдан ВНУ) — неофициальная площадь с главным корпусом Волынского национального университета имени Леси Украинки на проспекте Воли в Луцке. Главный корпус с окружающими зданиями составляют единый архитектурный ансамбль и являются памятниками архитектуры 1950-х годов. В раннесоветские время это была главная площадь города. В течение шестидесятилетней истории над ний работало около десяти архитекторов и скульпторов.

## История
Нынешний проспект Воли начал активно застраиваться в 1950-х годах, когда согласно новому генеральному плану развития Луцка было решено образовать главную улицу и главную площадь города.
Во второй половине 1950-х начали строить главную площадь. Центральное место занимало административное здание областного комитета и областного исполнительного комитета Коммунистической партии. Проект выполнен архитектором Ю. Бородиным в 1954 году. Также были возведены две пары домов-близнецов: рядом с обкомом (архитектор — В. Бабий) и напротив через дорогу (архитекторы К. Юровская, И. Рейтер). Как и большинство главных улиц советских городов, строительство было выполнено в стиле сталинского ампира, которому присущи как черты классицизма, так и сугубо советские архитектурные приемы. Площадь была отрытыта на юг, где она рельефно спускалась вниз. Проект оформления этой южной части был выполнен в 1956—1957 годах архитектором Р. Метельницьким. Согласно плану был построен фонтан, подпорные стенки, лестницы и озелененные территории.
6 ноября 1967 напротив обкома через дорогу был отрыт памятник Ленину. Над проектом работали скульптор А. Олейник и архитектор И. Ланько. Лицом памятник повернут к доминанте ансамбля — здания обкома. Это было отрицательным приемом, поскольку ухудшало восприятие памятника. В семидесятых годах заменили штукатурка на этом доме на белую. В восьмидесятых была выполнена реконструкция южной части площади — был построен каскадный фонтан. В советские времена в одном из домов комплекса находился кинотеатр «Хроника».
В 1990-е годы памятник Ленину убрали. Фонтан разобрали ещё раньше. Корпус обкома был передан Университету. В 1995 на пожертвования Волыни был открыт памятник Тарасу Шевченко. Впоследствии на месте бывшего памятника Ленину был построен новый фонтан. В 2000-х была выполнена небольшая реставрация комплекса.
Постройки архитектурного комплекса до сих пор места лишь в незначительных объемах претерпели изменения. Дома, которые образуют его, являются памятниками архитектуры. Сегодня это место официально не является площадью. Здесь проводится много концертов, массовых развлекательных мероприятий.

## Архитектура
В целом площадь открыта на юг, куда направлена его главная композиционная ось, которая к тому же, является осью симметрии комплекса. Площадь открывается в историко-культурный заповедник и центральную аллею парка. Однако ось аллеи не совпадает с главной осею ансамбля. Эта ошибка была допущена при проектировании центрального парка им. Леси Украинки. Главным элементом композиции ансамбля является главный корпус университета, построенный в стиле сталинского ампира. По центру главного фасада расположен массивный коринфский портик с шестью колоннами. Также комплекс имеет две пары домов-близнецов. Близнецы, которые размещаются с обеих сторон университета (№ 11, 15), имеют витрины арочной формы, каменная облицовка первых этажей, эркеры, классицистические карнизы, декоративные обелиски на повышенных угловых объемах, балконы с фигурными кронштейнами и балясинами. Другая пара близнецов (№ 8, 10) проще, однако их архитектура сочетается с развитием форм от севера площади к югу. На втором этаже дома имеют длинные балконы-галереи с фигурными кронштейнами. В южной части площади приходят вниз каскадныех фонтаны, комплекс которых, завершается у улицы Глушец.

## Дома
| Номер | Описание                                                      | Фото |
| 13    | Главный корпус ВНУ им. Леси Украинки. Бывший обком компартии. |      |
| 11    | Левый дом-близнец: рядом с университетом                      |      |
| 15    | Правый дом-близнец: рядом с университетом                     |      |
| 10    | Левый дом-близнец: через дорогу                               |      |
| 8     | Правый дом-близнец: через дорогу                              |      |

## Галерея
- Памятник Тарасу Шевченко
- Лестницы
- Дорожка